# Alchemilla sect. Parvifoliae
Alchemilla sect. Parvifoliae ist eine in Afrika heimische Sektion aus der Gattung Frauenmantel (Alchemilla).

## Merkmale
Es sind kleine ausdauernde, krautige Pflanzen mit langgliedrigen Hauptachsen. Die Laubblätter sind lang gestielt und relativ klein. Die Nebenblätter sind kaum verwachsen und häutig. In der Knospe ist das Blattprimordium von der Scheide des nächstälteren Blattes umgeben, die Blattspreite ist jedoch immer außerhalb seiner eigenen Blattscheide.
Die Außenkelchblätter sind nur wenig kleiner als die Kelchblätter. Der Kelchbecher ist leicht behaart und oben leicht verengt. Es gibt ein bis vier Fruchtblätter, die Narbe ist kugelig.

## Vorkommen
Die Sektion kommt in den ostafrikanischen Gebirgen vor.

## Belege
- Alexander A. Notov, Tatyana V. Kusnetzova: Architectural units, axiality and their taxonomic implications in Alchemillinae. Wulfenia 11, 2004, S. 85–130. ISSN 1561-882X
- Sigurd Fröhner: Alchemilla. In: Hans. J. Conert u. a. (Hrsg.): Gustav Hegi. Illustrierte Flora von Mitteleuropa. Band 4 Teil 2B: Spermatophyta: Angiospermae: Dicotyledones 2 (3). Rosaceae 2. Blackwell 1995, S. 16. ISBN 3-8263-2533-8